# Польша на зимних Олимпийских играх 1928
Польша принимала участие в Зимних Олимпийских играх 1928 года в Санкт-Морице (Швейцария) во второй раз за свою историю, но не завоевала ни одной медали.
Польша принимала участие в соревнованиях по бобслею, хоккею, лыжным гонкам (18 и 50 км), прыжкам с трамплина и лыжному двоеборью. Лучших успехов добился Бронислав Чех в лыжном двоеборье, ставший шестым в гонке и десятым в прыжке.

## Результаты выступлений польских спортсменов

### Бобслей
Мужчины
| Соревнование | Спортсмены                                                                 | 1 заезд   | 1 заезд | 2 заезд   | 2 заезд | Итоговый результат | Итоговое место |
| Соревнование | Спортсмены                                                                 | Результат | Место   | Результат | Место   | Итоговый результат | Итоговое место |
| ------------ | -------------------------------------------------------------------------- | --------- | ------- | --------- | ------- | ------------------ | -------------- |
| Пятёрки      | Юзеф Броель-Платер Ежи Бардзиньский Ежи Луцкий Ежи Потулицкий Антоний Бура | 1:44.8    | 15      | 1:46.8    | 18      | 3:31.6             | 17             |

### Хоккей
Спортсменов — 11
Состав
| Имя                    | Позиция    | Дата рождения | Клуб            |
| ---------------------- | ---------- | ------------- | --------------- |
| Юзеф Стоговский        | Вратарь    | 27.11.1899    | TKS Торунь      |
| Эдмунд Чаплицкий       | Вратарь    | 30.10.1904    | AZS Варшава     |
| Александр Ковальский   | Защитник   | 7.10.1902     | AZS Варшава     |
| Луциан Кулей           |            | 26.11.1896    | AZS Варшава     |
| Казимеж Жебровский     |            | 4.03.1891     | AZS Варшава     |
| Тадеуш Адамовский      |            | 19.11.1901    | AZS Варшава     |
| Влодзимеж Крыгер       |            | 29.01.1900    | Полония Варшава |
| Александр Тупальский   | Нападающий | 5.10.1900     | AZS Варшава     |
| Кароль Шенайх          |            | 11.2.1907     | Легия Варшава   |
| Александр Слушановский |            | 13.9.1900     | AZS Варшава     |
| Станислав Пастецкий    |            | 12.11.1907    | Легия Варшава   |

Группа B
В финальный раунд выходит победитель группы.
| Команда      | И | В | Н | П | ШЗ | ШП |
| ------------ | - | - | - | - | -- | -- |
| Швеция       | 2 | 1 | 1 | 0 | 5  | 2  |
| Чехословакия | 2 | 1 | 0 | 1 | 3  | 5  |
| Польша       | 2 | 0 | 1 | 1 | 4  | 5  |

| 11 февраля | Швеция       | 3:0 (1:0,1:0,1:0) | Чехословакия |
| 12 февраля | Швеция       | 2:2 (1:0,1:2,0:0) | Польша       |
| 13 февраля | Чехословакия | 3:2 (1:1,1:1,1:0) | Польша       |

### Прыжки на лыжах с трамплина
Мужчины
| Спортсмены               | Финал    | Финал    | Финал  | Финал  | Финал  | Финал  | Финал |
| Спортсмены               | 1 прыжок | 2 прыжок | 1 балл | 2 балл | 3 балл | Всего  | Место |
| ------------------------ | -------- | -------- | ------ | ------ | ------ | ------ | ----- |
| Станислав Гесеница Сечка | 41.0     | 58.0     | 14.000 | 13.375 | 14.374 | 13.917 | 23    |
| Александр Розмус         | 41.0     | 53.0     | 12.875 | 13.375 | 13.250 | 13.166 | 25    |
| Анджей Кжептовкий        | 41.5     | 46.5     | 12.437 | 12.937 | 12.437 | 12.604 | 27    |
| Бронислав Чех            | (F) 56.5 | (F) 62.5 | 5.000  | 7.000  | 7.000  | 6.333  | 37    |

### Лыжное двоеборье
| Участник           | Прыжки с трамплина (баллы) | Лыжная гонка (время) | Итоговые баллы | Место |
| ------------------ | -------------------------- | -------------------- | -------------- | ----- |
| Бронислав Чех      | 11,163                     | 1:48:58,0            | 12,645         | 10    |
| Александр Розмус   | 15,187                     | 2:12:26,0            | 8,781          | 22    |
| Станислав Мотыка   | 10,812                     | 2:08:31,0            | 7,531          | 24    |
| Анджей Кжептовский | DNF                        | DNF                  | DNF            | DNF   |

### Лыжные гонки
| Вид          | Место | Участник              | Результат |
| ------------ | ----- | --------------------- | --------- |
| бег на 18 км | 18    | Юзеф Буяк             | 1:54:38,0 |
| бег на 18 км | 23    | Здзислав Мотыка       | 1:58:10,0 |
| бег на 18 км | 25    | Анджей Кжептовский    | 1:59:02,0 |
| бег на 18 км | DNF   | Кароль Шостак         |           |
| бег на 50 км | 13    | Анджей Кжептовский    | 5:36:55,0 |
| бег на 50 км | 19    | Юзеф Буяк             | 5:44:19,0 |
| бег на 50 км | 27    | Францишек Кава        | 6:11:08,0 |
| бег на 50 км | DNF   | Станислав Вилчиньский |           |